# Remedios (album)
Remedios è l'ottavo album di Gabriella Ferri, il settimo pubblicato dalla RCA.

## Descrizione
Come per molti dei precedenti dischi, gli arrangiamenti sono dei fratelli Guido e Maurizio De Angelis; la copertina è una foto di Gabriella sdraiata su un divano, ed è opera del fotografo Pietro Pascuttini. Registrato negli studi della RCA sulla via Tiburtina, il tecnico del suono dell'album è Franco Finetti.
La particolarità di questo disco è che è diviso in due parti: sul lato A si trovano infatti canzoni della tradizione latinoamericana (tranne la title track, scritta dalla Ferri, che comunque si rifà allo stesso tipo di sonorità), mentre il lato B continua il recupero (già avviato nei precedenti lavori dell'artista) di alcuni motivi della tradizione romanesca, come la celebre Nina, si voi dormite, vincitrice del concorso di San Giovanni del 1901.
Di particolare importanza è Grazie alla vita, traduzione in italiano di una famosissima canzone di Violeta Parra, Gracias a la vida, scritta dalla cantante cilena poco prima di togliersi la vita (1967). Nel frattempo si era instaurata in Cile la dittatura militare di Pinochet, a seguito del golpe dell'11 settembre 1973, per cui la canzone, e la figura stessa della Parra, stavano progressivamente assurgendo a simbolo di libertà e giustizia nel paese latinoamericano. Di Gracias a la vida si ricorda l'interpretazione di Mercedes Sosa, cui fecero seguito le versioni di moltissimi altri artisti, tra cui Joan Baez (sempre nel 1974), Claudia López Bascuñán, Arja Saijonmaa (in svedese), e Herbert Pagani, che la cantò in italiano ma con un testo diverso rispetto a quello della Ferri.
La paloma è invece un celebre brano del 1860, cantato anche da Connie Francis, e citato da Franco Battiato nella sua Magic shop.
Il disco è stato ristampato in cd nel 2001. Dopo oltre trent'anni dalla sua pubblicazione il brano Remedios è stato scelto dal regista turco Ferzan Özpetek che lo ha incluso nella colonna sonora di Saturno contro. Grazie al successo della pellicola il brano ha trovato un nuovo ed inaspettato successo diventando una hit radiofonica.

## Tracce
1. La paloma (testo e musica di Sebastiàn Iradier; edizioni musicali Schott)  - 4:09
2. Grazie alla vita (testo italiano di Gabriella Ferri; testo originale e musica di Violeta Parra; edizioni musicali RCA/Intersong)  - 4:10
3. Cielito lindo (testo e musica di Quirino Mendoza y Cortés)  - 3:54
4. Remedios (testo e musica di Gabriella Ferri; edizioni musicali RCA) - 2:38
5. La Malaguena (testo di Pedro Galindo; musica di Elpidio Burgos Ramirez; edizioni musicali Southern) - 3:43
6. La Cucaracha (testo e musica tradizionali messicani, edizioni musicali Shapiro/Bernstein)  - 2:59
7. Semo in centoventitré (testo e musica tradizionali)  - 3:39
8. Nina, si voi dormite (testo di Amerigo Marino e musica di Romolo Leonardi; edizioni musicali Leonardi) - 4:36
9. Canto de malavita (testo anonimo; musica di Gabriella Ferri; edizioni musicali RCA) - 3:56
10. E dormi pupo dorce (testo e musica di Gabriella Ferri; edizioni musicali RCA) - 2:29
11. Fiori trasteverini (testo e musica di Romolo Balzani; proprietà dell'autore) - 2:31